# Barry Shear
Barry Shear (Nova York, 23 de març de 1923 − Los Angeles, Califòrnia, 13 de juny de 1979) va ser un director de cinema i productor estatunidenc.

## Filmografia[2]

### Director
- 1952: Joseph Schildkraut Presents (sèrie TV)
- 1952: Guide Right (sèrie TV)
- 1953: Jimmy Hughes, Rookie Cop (sèrie TV)
- 1960: Around the World with Nellie Bly (TV)
- 1963: Here's Edie (sèrie TV)
- 1966: Jericho (sèrie TV)
- 1967: The Karate Killers
- 1968: Wild in the Streets
- 1968: The Name of the Game" (sèrie TV)
- 1968: Hawaii Five-O" (sèrie TV)
- 1969: The Bold Ones: The New Doctors (sèrie TV)
- 1969: Night Gallery (TV)
- 1971: The Todd Killings
- 1971: Ellery Queen: Don't Look Behind You (TV)
- 1972: The Sixth Sense" (sèrie TV)
- 1972: Search (sèrie TV)
- 1972: The Streets of San Francisco" (sèrie TV)
- 1972: Jigsaw (sèrie TV)
- 1972: Short Walk to Daylight (TV)
- 1972: Cool Million (sèrie TV)
- 1972: Across 110th Street
- 1973: Jarrett (TV)
- 1973: Police Story (sèrie TV)
- 1973: The Deadly Trackers
- 1974: Get Christie Love (sèrie TV)
- 1974: Punch and Jody (TV)
- 1975: Don Rickles: Buy This Tape You Hockey Puck (vídeo)
- 1975: Strike Force (TV)
- 1975:  Joe Forrester (sèrie TV)
- 1976: City of Angels" (sèrie TV)
- 1976: Baa Baa Black Sheep" (sèrie TV)
- 1977: The Feather and Father Gang (sèrie TV)
- 1977: The San Pedro Bums (TV)
- 1978: Keefer (TV)
- 1978: Crash (TV)
- 1979: The Billion Dollar Threat (TV)
- 1979: Undercover with the KKK (TV)
- 1980: Power (TV)

### Productor
- 1962: The Lively Ones (sèrie TV)
- 1963: Here's Edie (sèrie TV)
- 1971: The Todd Killings
- 1972: Across 110th Street
- 1975: S.W.A.T." (sèrie TV)